# 秘魯笛鯛
秘魯笛鯛，為輻鰭魚綱鱸形目鱸亞目笛鯛科的其中一種，分布於東太平洋區，從墨西哥至秘魯海域，棲息深度可達40公尺，體長可達95公分，生活在沿海礁石區，屬肉食性，以魚類、無脊椎動物為食，可做為食用魚。

## 擴展閱讀
維基物種上的相關：秘魯笛鯛